# Блажо и Јелица
Блажо и Јелица је српски стрипски серијал чији су ствараоци били сценаристи Добрица Ерић и Б. Чолић и цртачи Радивој Богичевић и Бранко Плавшић. Изворно је објављиван од 1964. до 1969. у облику свезака у едицијама Никад робом и Цртана школа, у продукцији и издању горњомилановачког издавача Дечје новине. 
Тема стрипа је живот Срба под турском окупацијом, а припада жанру историјске пустоловине и мелодраме.

## Стрипографија
1. Тајанствени лагуми, „Никад робом“ бр. 9, 1964, Радивој Богичевић и Добрица Ерић
2. Отмица у шуми, „Никад робом“ бр. 16, 1964, Радивој Богичевић и Добрица Ерић
3. Султанова робиња, „Никад робом“ бр. 21, 1965, Радивој Богичевић и Добрица Ерић
4. Заточеник и орлови, „Никад робом“ бр. 36,	1966, Бранко Плавшић и Добрица Ерић
5. Топови са Јешевца, „Никад робом“ бр. 78, 1967, Миодраг Ђурђић и Добрица Ерић
6. Рањени голуб, „Никад робом“ бр. 94, 1967, Бранко Плавшић и Б. Чолић
7. Јауци звона, „Никад робом“ бр. 104, 1967, Бранко Плавшић и Б. Чолић
8. Отмица берачица, „Никад робом“ бр. 123, 1967, Бранко Плавшић и Б. Чолић
9. Коњаник са голубом, „Цртана школа“ бр. 14, 1969, Бранко Плавшић